# Abraxas ateles
Abraxas ateles är en fjärilsart som beskrevs av Eugen Wehrli 1935. Abraxas ateles ingår i släktet Abraxas och familjen mätare. Inga underarter finns listade i Catalogue of Life.